# Desiderius Hampel
Desiderius Hampel (20. ledna 1895 – 11. ledna 1981) byl rakouský voják, vysoce vyznamenaný rakousko-uherský důstojník za první světové války a důstojník Waffen-SS v hodnosti SS-Brigadeführer und Generalmajor der Waffen-SS (generálmajor) za druhé světové války. Mimo jiné byl držitelem mnoha vojenských vyznamenání včetně rytířského kříže železného kříže.

## Mládí a první světová válka
Desiderius Hampel se narodil 20. ledna roku 1895 německým rodičům (Volksdeutsche) ve městě Sisak, které se nachází ve středním Chorvatsku jihovýchodně od hlavního města Záhřeb jako syn drážního inspektora pro rakouský železniční systém. Díky práci svého otce se jeho rodina musela často stěhovat (Rakousko, Maďarsko a Chorvatsko), což ho donutilo umět cizí jazyky těchto zemí. Po absolvování základního vzdělání nastoupil na Infanterie-Kadettenschule (Pěchotní kadetka) ve městě Karlovac.
Po jejím dokončení byl 15. října roku 1914 v hodnosti Fähnrich (praporčík) přiřazen ke Ungarische Infanterie-Regiment Nr. 16 (kroatische) "Freiherr von Giesl" (16. uherský pěší pluk "Svobodný pán von Giesl" – chorvatský), který měl kasárna ve městě Varaždin. To už ovšem Evropu zasáhla první světová válka a Hampel byl 12. prosince poslán na frontu.
V dubnu následujícího roku byl jmenován velitelem čety a o pár týdnů později dne 1. května byl povýšen do hodnosti Leutnant (Poručík) a jmenován velitelem 14. roty téhož pluku. Ve velení roty zůstal až do podzimu 1915, kdy na krátkou dobu podstoupil šestitýdenní výcvikový kurz pro těžké kulometčíky ve městě Bruck an der Leitha.
V listopadu kurz opustil a stal se velitelem 4. kulometné roty opět u 16. pluku. Zde působil až do září roku 1918, kdy na malou chvíli zastával funkci velitele vzdělávacího výcvikového kurzu pro německé důstojníky v polském městě Truskawiec. Předtím byl ještě 1. května roku 1917 povýšen na nadporučíka (Oberleutnant).
Ke konci září roku 1918 byl jmenován zástupcem velitele praporu u 36. pěchotní divize a referentem ohledně těžkých kulometů až do listopadu téhož roku. Poté společně s dalšími třemi důstojníky velel bezpečnostní jednotce proti srbským oddílům. Na tomto postu setrval až do konce války. Poté byl Srby přes rok vězněn, než se mu podařilo utéci do Vídně a později do Budapešti.

## Meziválečná éra
Po úspěšném návratu ze zajetí po nějakou dobu pracoval na statku a v letech 1925–1928 vystudoval lesnictví na Univerzitě Ludwiga Maximiliana v Mnichově. Po dokončení studia pracoval jako lesní pracovník až do prosince roku 1937, kdy vstoupil do maďarské armády a sloužil v Budapešti.

## Druhá světová válka
V Budapešti sloužil až do března roku 1941, kdy byl odvelen do oblasti města Csepel, kde velel jednotce protivzdušné obrany až do prosince téhož roku, kdy byl vyřazen z armády. Ještě tentýž rok vstoupil do chorvatské armády v hodnosti Bojnik (major) a působil jako zpravodajský důstojník u IV. armádního sboru. Na tomto postu zůstal až do 15. května roku 1942, kdy vstoupil na žádost SS-Obergruppenführera Artura Phlepse do Waffen-SS jako SS-Sturmbannführer.
Ve stejný měsíc byl jmenován velitelem III. praporu ze SS-Gebirgs-Jager-Regiment 1. Zde působil až do 1. června roku 1943, kdy byl převelen ke SS-Feld-Ersatz Bataillon (Záložní a výcvikový prapor SS) od 7. horské SS divize Prinz Eugen. Odtud byl převelen do štábu nově vzniklé 13. horské divize SS „Handschar“, kde působil jako proviantní důstojník. Avšak od dva týdny později ho ve funkci vystřídal SS-Sturmbannführer Johann Petersen.
Desiderius Hampel u 13. horské divize SS „Handschar“ zůstal, avšak již jako čerstvě povýšený dne 9. listopadu na SS-Obersturmbannführera byl jmenován velitelem 27. horského pluku SS, který právě vznikl. Zde ho ve velení dne 16. června 1944 vystřídal SS-Sturmbannführer Sepp Syr. Mezitím byl dne 2. dubna roku 1944 povýšen na SS-Standartenführera (plukovník).
Jeho novým a zároveň posledním velitelským postem se stalo velení 13. horské divize SS „Handschar“, kde nahradil SS-Brigadeführera Karla-Gustava Sauberzweiga. Ke konci války mu byl udělen za zásluhy dne 3. května 1945 Rytířský kříž. Stejný měsíc se vzdal se svojí divizí v Rakousku britským jednotkám.

## Shrnutí vojenské kariéry

### Data povýšení
- Fähnrich – 15. října, 1914
- Leutnant – 1. května, 1915
- Oberleutnant – 1. května, 1917
- Hauptmann – ?
- Bojnik – 1941 (Bojnik je hodnost chorvatské armády odpovídající hodnosti Major)
- SS-Sturmanbannführer – 15. května, 1942 (vstoupil do Waffen-SS v této hodnosti)
- SS-Obersturmanbannführer – 9. listopadu, 1943
- SS-Standartenführer – 2. dubna, 1944
- SS-Oberführer – 9. listopadu, 1944
- SS-Brigadeführer und Generalmajor der Waffen-SS – 30. ledna, 1945

### Významná vyznamenání
- Rytířský kříž železného kříže – 3. května, 1945
- Železný kříž I. třídy – 29. června, 1944
- Pruský železný kříž II. třídy – (První světová válka)
- Spona k pruskému železnému kříži II. třídy – 30. ledna, 1943
- Odznak za zranění v černém – (První světová válka)
- Odznak za zranění v stříbře
- Válečný záslužný kříž II. třídy s meči – 30. ledna, 1944
- Rakouská vojenská záslužná medaile v bronzu (První světová válka)
- Rakouská vojenská záslužná medaile ve stříbře (První světová válka)
- Rakouský vojenský záslužný kříž III. třídy s meči a válečnou dekorací (První světová válka)
- Kříž cti
- Rakouská válečná pamětní medaile s meči
- Maďarská válečná pamětní medaile s meči